# Pseudorhaphitoma venusta
Pseudorhaphitoma venusta is een slakkensoort uit de familie van de Mangeliidae. De wetenschappelijke naam van de soort is voor het eerst geldig gepubliceerd in 1994 door Morassi.